# Contrato colectivo de trabajo

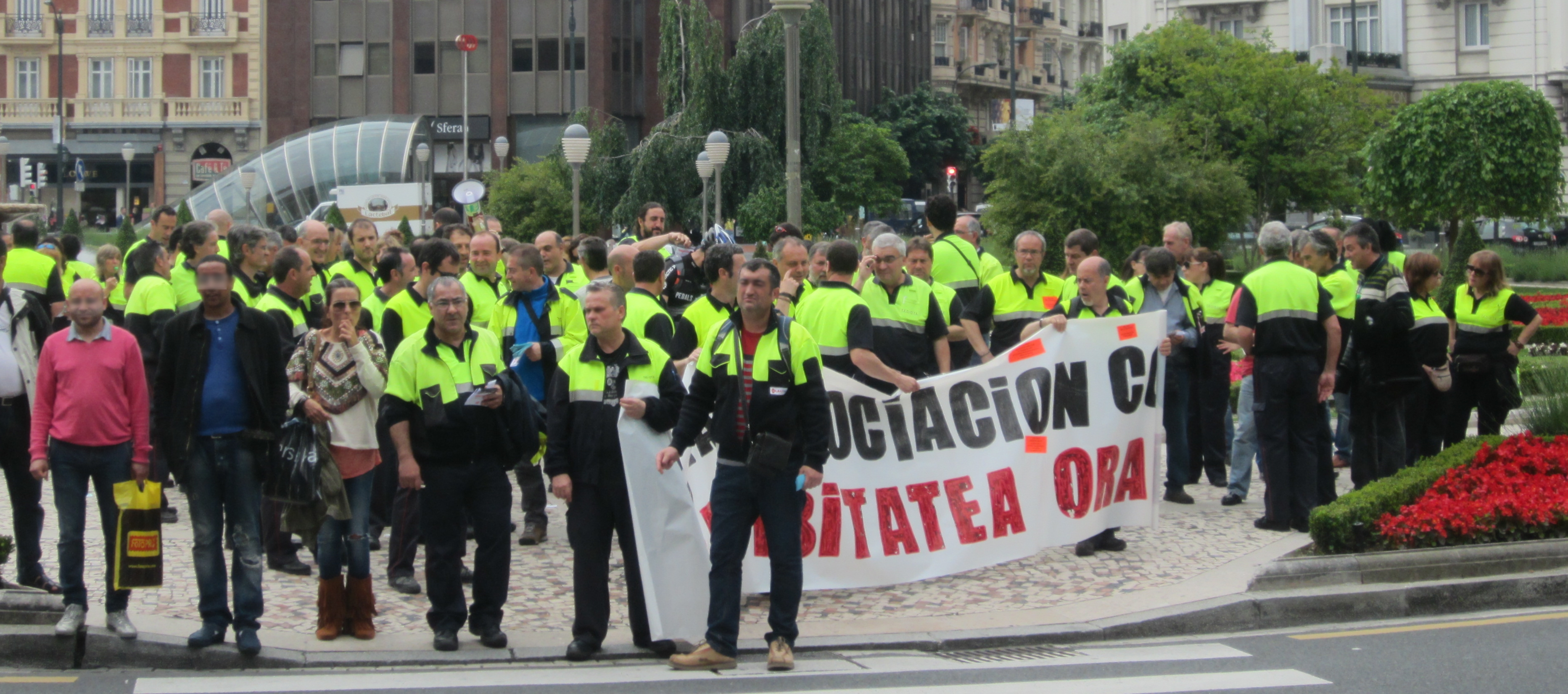
Manifestación de trabajadores demandando la negociación del convenio de su empresa.

Un contrato colectivo de trabajo, también llamado convenio colectivo de trabajadores o convención colectiva de todos los trabajos, es un tipo peculiar del cual se deriva de contrato celebrado  entre los trabajadores y los empleadores de una empresa o un sector laboral. Este acuerdo puede regular todos los aspectos de la relación laboral como salarios, jornada, descansos, vacaciones, condiciones de trabajo, representación sindical, etc. Las condiciones que establece este tipo de contrato son las condiciones mínimas en las que han de celebrarse las relaciones laborales en su ámbito de aplicación, de tal forma que el contrato que suscriba cada trabajador puede mejorarlas, pero no empeorarlas. 
La contratación colectiva es un proceso mediante el cual los representantes (sindicatos) y los empleadores negocian y acuerdan condiciones laborales, que pueden incluir salarios, horarios, beneficios y otras cuestiones relacionadas con el trabajo. 
La negociación colectiva permite que las partes negocien su contenido, ya sea entre los propios empleadores  sus trabajadores —reunidos en un comité de empresa—, o entre asociaciones de estos como sindicatos y centrales sindicales, gremios, patronales y asociaciones profesionales, etc. Si esta negociación falla, los diversos grupos de presión que apoyan a las partes —que pueden ser los propios participantes u otros como partidos políticos u otras asociaciones— pueden recurrir a otras medidas con las que forzar el acuerdo, como huelgas, manifestaciones o paros patronales.
Este tipo de contrato de trabajo se aplica a todos los trabajadores de un determinado ámbito, como puede ser una empresa, un sector o un lugar geográfico, aunque no todos ellos —o el sindicato al que estén afiliados— hayan participado directamente en la negociación colectiva o no estén afiliados a los sindicatos firmantes, aunque puede depender de la legislación de cada país. Por ello, en algunos ordenamientos los convenios colectivos se asemejan en su tratamiento a normas jurídicas de aplicación general, como leyes u otros ordenamientos.
Además, un convenio no puede contravenir la constitución, las leyes ni los reglamentos que imperan en un lugar, por lo que no pueden acordarse disposiciones que violen dichas normas jurídicas, como la jornada máxima o el salario mínimo. Por eso, como fuente del Derecho, el convenio está supeditado al ordenamiento jurídico.

## Vigencia de la convención colectiva de trabajo
En derecho comparado encontramos al respecto dos (2) sistemas, según que el principio general sea la regulación heterónoma o la regulación autónoma. En el primer supuesto, las legislaciones prevén la realización de diversos actos, al cumplimiento de los cuales se sujeta la entrada en vigencia de la convención colectiva. Tales actos pueden consistir en aquellos que busquen darle publicidad -atendiendo a su naturaleza de ley profesional-, dentro de los cuales cabe citar el depósito, el registro y la publicación, también, aquellos que se dirigen a garantizar su legalidad, como es el caso de la homologación por parte de alguna dependencia estatal.
En el segundo supuesto, son las partes que suscriben la convención colectiva las que estipulan la vigencia de la convención colectiva.

## Regulación por países
Las convenciones colectivas también rigen para los trabajadores no sindicalizados. Una vez vencida la convención y no negociada una nueva, ésta se prorroga por otro periodo igual al establecido.
Las convenciones colectivas pueden ser de varios tipos:
- Contrato colectivo de trabajo: en él, el sindicato se obliga a título personal. Es un contrato por equipos.
- Convención colectiva de empresa o regional: en la de empresa, se afecta solamente un determinado centro de producción; en la regional, toda una industria determinada o una región.

Características
- Deben ser hechas por agrupaciones con personalidad jurídica.
- Produce efectos directos para las partes que contratan. Son cláusulas obligacionales para ambas partes.
- Produce efectos también para terceros, por ejemplo, los trabajadores que no están sindicalizados.

### En México
El contrato colectivo de trabajo está regido por el artículo 386 de la Ley Federal del Trabajo que a la letra dice:

Contrato colectivo de trabajo es el convenio celebrado entre uno o varios sindicatos de trabajadores y uno o varios patrones, o uno o varios sindicatos de patrones, con el objeto de establecer las condiciones según las cuales debe prestarse el trabajo en una o más empresas o establecimientos.

El contrato-ley está regido por el artículo 404 de la Ley Federal del Trabajo que a la letra dice:

contrato-ley es el convenio celebrado entre uno o varios sindicatos de trabajadores y varios patrones, o uno o varios sindicatos de patrones, con el objeto de establecer las condiciones según las cuales debe prestarse el trabajo de una rama determinada de la industria, y declarado obligatorio en una o varias entidades federativas, en una o varias zonas económicas que abarque una o más de dichas entidades, o en todo el territorio nacional.

El origen del contrato-ley se encuentra en la Constitución de Weimar donde inicialmente se le incluyó y fijaron sus reglas generales; pero fueron los intentos de la Organización Internacional del Trabajo, desde el año de 1922, para uniformar las condiciones de trabajo de las minas de carbón, en particular las europeas pero con extensión a otras regiones del planeta, las que permitieron su orientación jurídica al firmarse